# Апостольский викариат Тайтая
Апостольский викариат Тайтая (лат. Vicariatus Apostolicus Taytayensis) — апостольский викариат Римско-Католической церкви с центром в городе Тайтай, Филиппины. В юрисдикцию апостольского викариата Калапана входит северная часть провинции Палаван. Кафедральным собором апостольского викариата Тайтая является церковь святого Иосифа.

## История
26 марта 2002 года Римский папа Иоанн Павел II выпустил буллу Evangelizandi operi, которой учредил апостольский викариат Тайтая, выделив его из апостольского викариата Палавана (сегодня — Апостольский викариат Пуэрто-Принсеса).

## Ординарии апостольского викариата
- епископ Edgardo Sarabia Juanich (13.05.2002 — по настоящее время).

## Источник
- Annuario Pontificio, Ватикан, 2007
- Булла Evangelizandi operi  (лат.)